# Dicken
Dicken (od niem. dick - gruby), srebrna moneta emitowana od  końca XV w. przez szwajcarskie kantony i w państwach południowoniemieckich, będąca naśladownictwem północnowłoskiego testona.

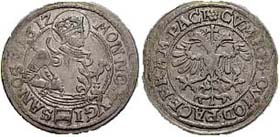
Dicken miasta Zug, 1612

Wprowadzona w celu zaspokojenia dotkliwego dla wymiany handlowej braku grubszej monety srebrnej, w związku z wypadnięciem z tej roli grosza, który po II wiekach od zaistnienia był już monetą drobną, w wyniku spadku ceny srebra i zaniżania wagi przez emitentów. Wartość dickena ustaliła się początkowo na trzecią część złotego guldena, później (XVI w.), w związku ze spadkiem wartości srebra, na guldena potrzebne były cztery dickeny. 
Podobnie jak teston, moneta charakteryzowała się wysokim poziomem wykonania stempli, odzwerciedlającym postęp, który nastąpił w sztuce menniczej, szczególnie w początkach XVI w. Awers monety przedstawiał popiersie władcy, rewers herb. 
Dickena wybito po raz pierwszy w Bernie w 1492 r., następnie w ciągu kilku lat również w innych kantonach, a później w południowych Niemczech. Około połowy XVI w. zanikł w państwach niemieckich, wyparty całkowicie przez grubszego talara. W Szwajcarii utrzymał się, na dłużej wpisując się w system monetarny. W Zurychu był bity aż do 1753 r.